# Macubara Josika
Macubara Josika (Sizuoka, 1974. augusztus 19. –) japán korosztályos válogatott labdarúgó, edző.

## Pályafutása

### Válogatottban
A japán U23-as válogatott tagjaként részt vett az 1996. évi nyári olimpiai játékokon.

## Statisztika

### Edzői statisztika
| Csapat        | Nemzet   | –tól     | –ig      | Mérkőzések | Mérkőzések | Mérkőzések | Mérkőzések | Mérkőzések |
| Csapat        | Nemzet   | –tól     | –ig      | M          | Gy         | V          | D          | Gy %       |
| ------------- | -------- | -------- | -------- | ---------- | ---------- | ---------- | ---------- | ---------- |
| SC Sagamihara | Japán    | 2015     | 2015     | 3          | 2          | 1          | 0          | 66,7       |
| Összesen      | Összesen | Összesen | Összesen | 3          | 2          | 1          | 0          | 66,7       |